# 八幡神社 (広島市佐伯区湯来町和田)
八幡神社（はちまんじんじゃ）は、広島県広島市佐伯区にある神社。

## 由緒
創立年月不詳。元禄年間（1688-1704）の創祀と伝えられている。

## 水内神楽
- 社を氏神社とする水内神楽団は、江戸期天保時代に石見神楽が当地に伝えられて以来、山県系の旧舞と新舞を取入れながら、その歴史と伝統を現在まで受け継いでいる。地元では、かつて「川井の舞」と称していたと伝わる。
- 1963年（昭和38年）4月27日に水内神楽団に伝わる演目「五龍王」が広島県の無形民俗文化財に指定された。現在は、地元をはじめ、各地の秋祭りでの神楽の奉納から、各種イベントや、各地で開催される大会等からも招待されている。また、1996年（平成18年）より水内子ども神楽団を発足させ、後継者の育成に努めるとともに施設の慰問やイベントなどで演舞している。

### 保持演目
旧舞
四方祓、塵輪、五竜王、八岐大蛇
新舞
鈴鹿山、紅葉狩、悪狐伝、滝夜叉姫、大江山、葛城山
創作舞
三上山、感應山、長門彦島